# Le Neufour
Le Neufour est une commune française située dans le département de la Meuse, en région Grand Est.

## Géographie

### Situation
Le Neufour est un village situé en Argonne, sur la vallée de la Biesme, entre Les Islettes et Le Claon, à la lisière de la forêt. Les activités économiques, hormis un élevage de bovins destinés à la boucherie, n'existent plus au Neufour. Les habitants (les Neufouriens) qui travaillent, exercent leurs activités aux Islettes, à Clermont-en-Argonne ou à Sainte-Menehould.

#### Communes limitrophes
| Le Claon         | Le Claon     | Neuvilly-en-Argonne |
| Le Claon         | Neufour      | Les Islettes        |
| Sainte-Menehould | Les Islettes | Les Islettes        |

### Hydrographie
La commune est dans la région hydrographique « la Seine du confluent de l'Oise (inclus) à l'embouchure » au sein du bassin Seine-Normandie. Elle est drainée par le ruisseau du Cuvet Mathelin et le ruisseau du Petit Cuvet,.

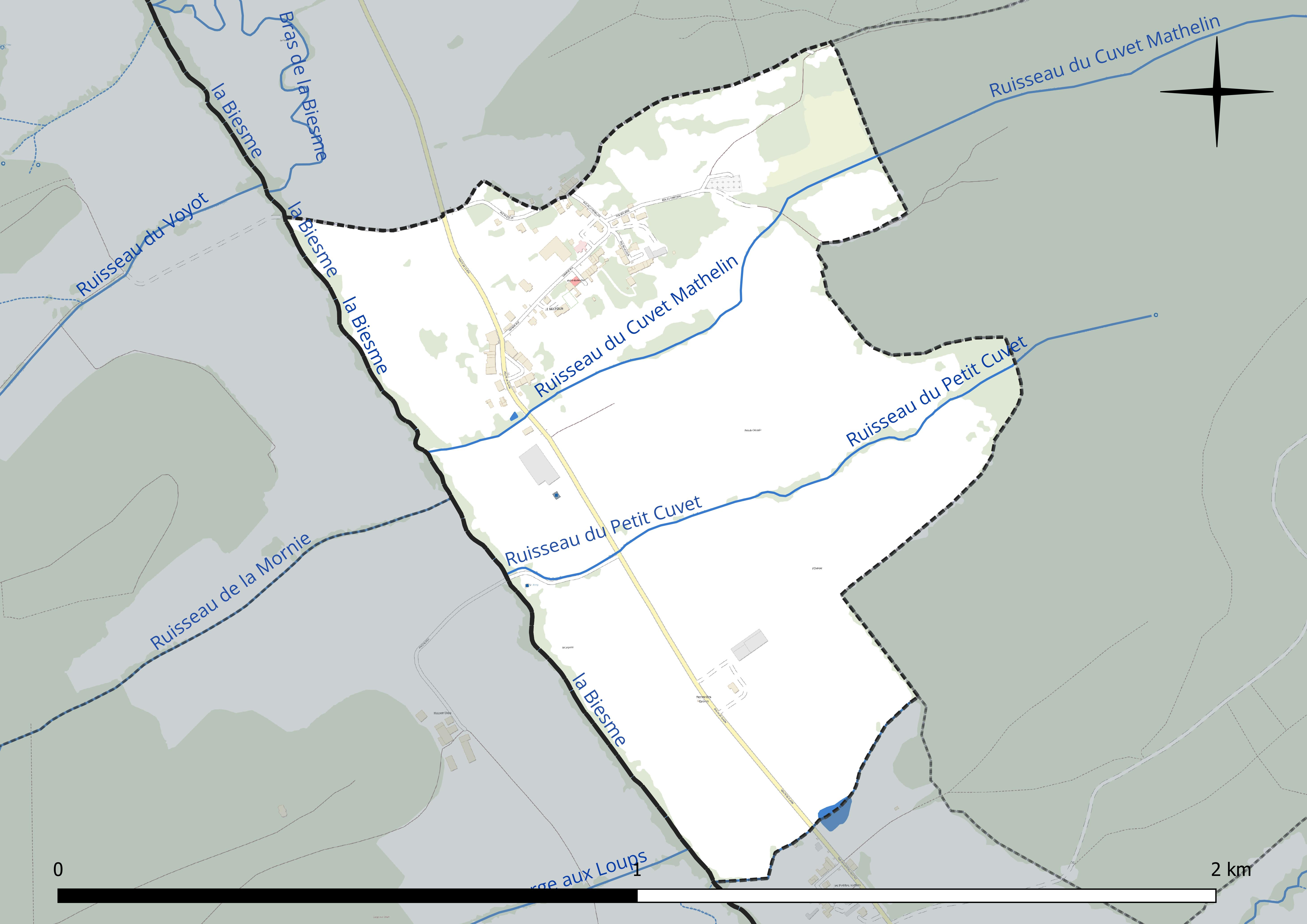
Réseau hydrographique du Neufour.

### Climat
Pour des articles plus généraux, voir Climat du Grand Est et Climat de la Meuse.
En 2010, le climat de la commune est de type climat des marges montargnardes, selon une étude du Centre national de la recherche scientifique s'appuyant sur une série de données couvrant la période 1971-2000. En 2020, Météo-France publie une typologie des climats de la France métropolitaine dans laquelle la commune est exposée à un climat océanique altéré et est dans une zone de transition entre les régions climatiques « Nord-est du bassin Parisien » et « Lorraine, plateau de Langres, Morvan ». 
Pour la période 1971-2000, la température annuelle moyenne est de 9,8 °C, avec une amplitude thermique annuelle de 15,8 °C. Le cumul annuel moyen de précipitations est de 925 mm, avec 13,8 jours de précipitations en janvier et 9,3 jours en juillet. Pour la période 1991-2020, la température moyenne annuelle observée sur la station météorologique de Météo-France la plus proche, « Aubréville_sapc », sur la commune d'Aubréville à 7 km à vol d'oiseau, est de 10,9 °C et le cumul annuel moyen de précipitations est de 854,3 mm. 
La température maximale relevée sur cette station est de 41,8 °C, atteinte le 25 juillet 2019 ; la température minimale est de −15,7 °C, atteinte le 20 décembre 2009,,. 
Les paramètres climatiques de la commune ont été estimés pour le milieu du siècle (2041-2070) selon différents scénarios d'émission de gaz à effet de serre à partir des nouvelles projections climatiques de référence DRIAS-2020. Ils sont consultables sur un site dédié publié par Météo-France en novembre 2022.

## Urbanisme

### Typologie
Au 1er janvier 2024, Le Neufour est catégorisée commune rurale à habitat très dispersé, selon la nouvelle grille communale de densité à sept niveaux définie par l'Insee en 2022.
Elle est située hors unité urbaine. Par ailleurs la commune fait partie de l'aire d'attraction de Sainte-Menehould, dont elle est une commune de la couronne,. Cette aire, qui regroupe 50 communes, est catégorisée dans les aires de moins de 50 000 habitants,.

### Occupation des sols
L'occupation des sols de la commune, telle qu'elle ressort de la base de données européenne d’occupation biophysique des sols Corine Land Cover (CLC), est marquée par l'importance des territoires agricoles (97,3 % en 2018), une proportion sensiblement équivalente à celle de 1990 (97,5 %). La répartition détaillée en 2018 est la suivante : 
prairies (68 %), zones agricoles hétérogènes (29,2 %), forêts (2,7 %). L'évolution de l’occupation des sols de la commune et de ses infrastructures peut être observée sur les différentes représentations cartographiques du territoire : la carte de Cassini (XVIIIe siècle), la carte d'état-major (1820-1866) et les cartes ou photos aériennes de l'IGN pour la période actuelle (1950 à aujourd'hui).

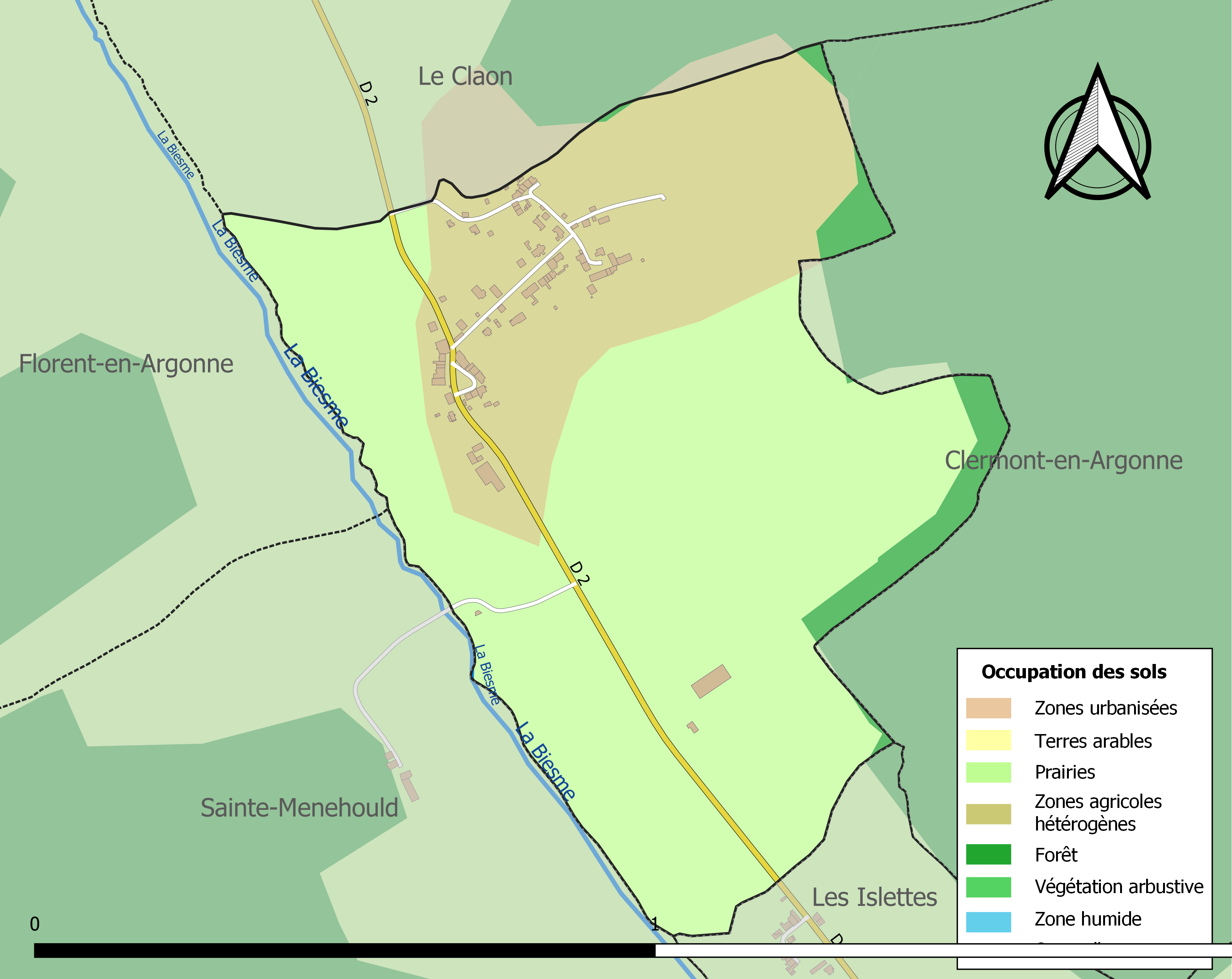
Carte des infrastructures et de l'occupation des sols de la commune en 2018 (CLC).

## Toponymie
Le nom de la localité est attesté sous les formes Le Neuf-Four (1571) ; Leneufour (1793).

Du latin furnus, « four ». Après la construction au XVe siècle d’un four de verrier pour la fabrication de bouteilles et de cloches de jardin, on nomma le village Le Neuf-Four en 1571.

## Histoire
La création du Neufour (étymologiquement « le Nouveau Four ») date du XVe siècle, avec l'installation de verriers qui utilisaient le bois proche pour faire fonctionner les fours à verre (fabrication de bouteilles et de cloches à jardin). Certains lieux-dits du village en témoignent : ferme du Cristallin, chemin  des Ânes  (qui transportaient le bois). Était rattaché au diocèse de Verdun.
Le village n'a pas joué de rôle majeur dans l'histoire. Les cartes postales que l'on peut trouver datent pour l'essentiel de la Première Guerre mondiale et montrent les destructions de bâtiments qui ont affecté toute la région. Un épisode à noter : en 1989, le jumelage de la commune du Neufour avec Fagetel, un village roumain.

## Politique et administration
| Période                                  | Période                   | Identité                                           | Étiquette | Qualité                                                                   |
| ---------------------------------------- | ------------------------- | -------------------------------------------------- | --------- | ------------------------------------------------------------------------- |
| Les données manquantes sont à compléter. |                           |                                                    |           |                                                                           |
| mars 1989                                | mars 2008                 | Gérard Thiébaut                                    | Les Verts | Avocat                                                                    |
| mars 2008                                | En cours (au 25 mai 2020) | Christian Ponsignon Réélu pour le mandat 2020-2026 | PS        | Cuisinier Conseiller général du canton de Clermont-en-Argonne (2008-2015) |

## Population et société

### Démographie
L'évolution du nombre d'habitants est connue à travers les recensements de la population effectués dans la commune depuis 1793. Pour les communes de moins de 10 000 habitants, une enquête de recensement portant sur toute la population est réalisée tous les cinq ans, les populations de référence des années intermédiaires étant quant à elles estimées par interpolation ou extrapolation. Pour la commune, le premier recensement exhaustif entrant dans le cadre du nouveau dispositif a été réalisé en 2006.

En 2022, la commune comptait 54 habitants, en évolution de −26,03 % par rapport à 2016 (Meuse : −4,4 %, France hors Mayotte : +2,11 %).
| 1793 | 1800 | 1806 | 1821 | 1831 | 1836 | 1841 | 1846 | 1851 |
| ---- | ---- | ---- | ---- | ---- | ---- | ---- | ---- | ---- |
| 309  | 355  | 356  | 334  | 343  | 347  | 304  | 320  | 308  |

| 1856 | 1861 | 1866 | 1872 | 1876 | 1881 | 1886 | 1891 | 1896 |
| ---- | ---- | ---- | ---- | ---- | ---- | ---- | ---- | ---- |
| 267  | 268  | 247  | 278  | 283  | 232  | 234  | 201  | 181  |

| 1901 | 1906 | 1911 | 1921 | 1926 | 1931 | 1936 | 1946 | 1954 |
| ---- | ---- | ---- | ---- | ---- | ---- | ---- | ---- | ---- |
| 178  | 177  | 163  | 97   | 141  | 118  | 87   | 88   | 93   |

| 1962 | 1968 | 1975 | 1982 | 1990 | 1999 | 2006 | 2011 | 2016 |
| ---- | ---- | ---- | ---- | ---- | ---- | ---- | ---- | ---- |
| 96   | 104  | 85   | 71   | 70   | 74   | 76   | 78   | 73   |

| 2021 | 2022 | - | - | - | - | - | - | - |
| ---- | ---- | - | - | - | - | - | - | - |
| 60   | 54   | - | - | - | - | - | - | - |

### Manifestations culturelles et festivités
Le lundi de Pâques, des centaines d'œufs sont cachées dans la forêt (au lieu-dit la Gorge au Sanglier) et les Neufouriens, après les avoir cherchés, se retrouvent autour d´une omelette confectionnée par l'équipe municipale.

## Culture et patrimoine

### Lieux et monuments

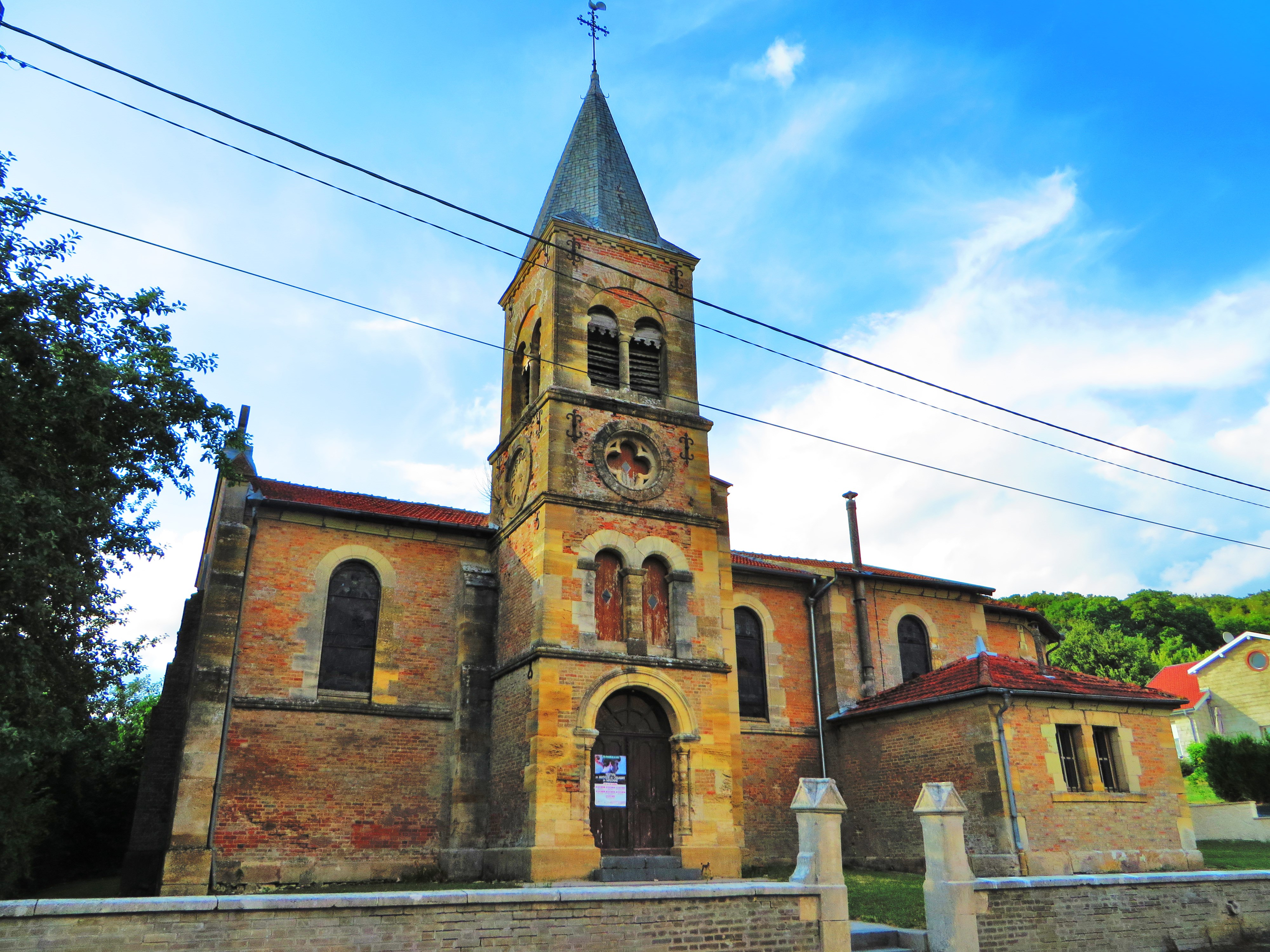
L'église Saint-François-d'Assise.

- L'église Saint-François-d'Assise, construite en 1866 de style néo-romane : voir les vitraux représentant les événements de la guerre de 1914-1918.
- La fontaine de Saint-François qui a été érigée en l'hommage de ce saint pour avoir préservé le village de la peste.

### Héraldique
| Blason de Le Neufour | Blason  | De gueules à la cordelière d'or nouée en chef, enfermant un four d'argent maçonné de sable au foyer d'or chargé d'une flamme du champ ; au chef d'azur chargé de trois croisettes recroisetées au pied fiché d'or. |
| Blason de Le Neufour | Détails | Le statut officiel du blason reste à déterminer. |